# Amado Cervo
Amado Luiz Cervo é um historiador brasileiro, autor de diversos livros, enfocando principalmente a política exterior do país.
É Doutor em História pela Universidade de Estrasburgo.
Possui graduação em História pela Universite de Strasbourg I (1966) , mestrado em História pela Universite de Strasbourg I (1968) e doutorado em História pela Universidade de Strasbourg (1970) . Atualmente é professor titular da Universidade de Brasília e professor titular do Instituto Rio Branco. Tem experiência na área de História , com ênfase em História Moderna e Contemporânea. Atuando principalmente nos seguintes temas: América, Relações Internacionais, Política Exterior. O professor Cervo é largamente conhecido e lido nas Universidades latino-americanas. Faz parte do conselho editorial da revista Cena Internacional. Estevão de Rezende Martins organiza um livro completamente em homenagem ao trabalho de Cervo: "Relações Internacionais:Visões do Brasil e da América Latina". Amado Cervo é recipiente da Ordem de Rio Branco no grau de oficial.

## Publicações

### Livros como autor
- Cervo, Amado Luiz (2012). A Parceria Inconclusa: as relações entre Brasil e Portugal. Belo Horizonte: Fino Traço. ISBN 978-85-8054040-6
- Cervo, Amado Luiz; Bueno, Clodoaldo (2011). História da política exterior do Brasil. Brasília: UNB. ISBN 978-85-2301287-8
- Cervo, Amado Luiz (2011). As Relações entre o Brasil e a Italia: Formação da Italianidade Brasileira. Brasília: UNB. ISBN 978-85-2301288-5
- Cervo, Amado Luiz; de Mello, Carlos Ernesto Cabral (2010). Imagens da Diplomacia Brasileira (PDF). Brasília: FUNAG. ISBN 978-85-7631-281-9
- Cervo, Amado Luiz (2008). Inserção Internacional: Formação dos Conceitos Brasileiros. São Paulo: Saraiva. ISBN 978-85-0206570-3
- Cervo, Amado Luiz (2007). Relações Internacionais da América Latina; Velhos e Novos Paradigmas 2ª ed. São Paulo: Saraiva. ISBN 978-85-0206424-9
- Cervo, Amado Luiz; Bervian, Pedro Alcino; da Silva, Roberto (2006). Metodologia Científica 6ª ed. São Paulo: Prentice Hall. ISBN 978-85-7605047-6
- Cervo, Amado Luiz; Magalhães, J. C. (2000). Depois das Caravelas: as relações entre Portugal e Brasil, 1808-2000. [S.l.]: EDU/UNB. ISBN 85-2300581-1

### Livros como organizador
- Rapoport, Mario; Cervo, Amado Luiz (orgs.) (2002). El Cono Sur. Una historia común. Buenos Aires: Fondo de Cultura Económica. ISBN 950-557-509-2